# Cricotopus parafuscatus
Cricotopus parafuscatus är en tvåvingeart som beskrevs av James E. Sublette 1971. Cricotopus parafuscatus ingår i släktet Cricotopus och familjen fjädermyggor.
Artens utbredningsområde är Kalifornien. Inga underarter finns listade i Catalogue of Life.